# Чепільська волость
Чепільська волость — адміністративно-територіальна одиниця Ізюмського повіту Харківської губернії з центром у селі Чепіль.
Станом на 1885 рік складалася з 10 поселень, 19 сільських громад. Населення — 2607 осіб (1373 чоловічої статі та 1234 — жіночої), 432 дворових господарства.
|                     | Площа, десятин | У тому числі орної, дес. |
| ------------------- | -------------- | ------------------------ |
| Сільських громад    | 1661           | 1088                     |
| Приватної власності | 13549          | 8443                     |
| Іншої власності     | 73             | 69                       |
| Загалом             | 15283          | 9600                     |

Основне поселення волості:
- Чепіль — колишнє власницьке село при річці Чепель за 40 верст від повітового міста, 1058 осіб, 176 дворів, православна церква, школа, 2 лавки, 2 ярмарки на рік.
- Вільховий Ріг (Щурівка) — колишнє власницьке село при річці Сіверський Донець, 425 осіб, 114 дворів, православна церква.